# Carl Orff
Carl Orff (Monaco di Baviera, 10 luglio 1895 – Monaco di Baviera, 29 marzo 1982) è stato un compositore tedesco, noto principalmente per la celeberrima Carmina Burana (1937).
Essendosi occupato intensamente anche di pedagogia e didattica, ha influenzato profondamente, attraverso lo Orff-Schulwerk, l'educazione musicale.

## Biografia

### Gli inizi

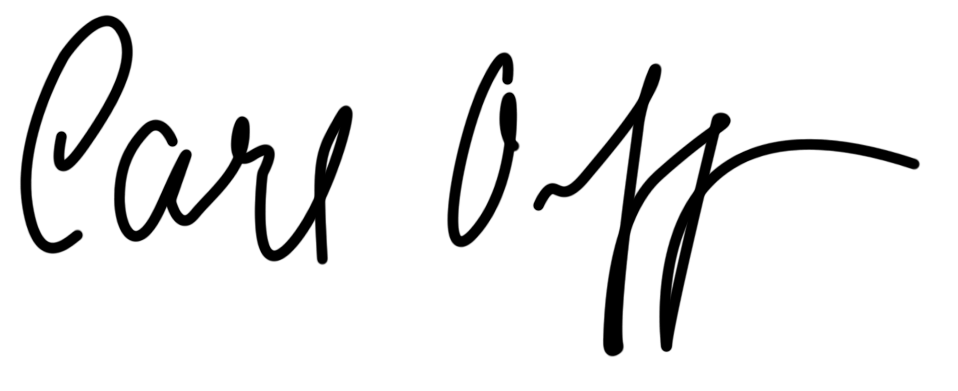

Carl Orff nacque il 10 luglio del 1895 a Monaco da una famiglia bavarese di militari dediti sia alla musica che agli studi storici; il nonno Carl Koestler (1837-1924), amico del compositore Joseph Rheinberger, suonava il pianoforte e fu tra i fondatori, nel 1866, dell'associazione orchestrale dilettantesca Wilde Gung'l, ancora oggi esistente. Il padre, Heinrich Maria Orff (1869-1949), "ufficiale con il corpo e con l'anima", suonava il contrabbasso nell'orchestra dei Wilde Gung'l e il pianoforte, mentre sua madre, Paula Koestler (1872-1960), era un'ottima pianista, formatasi sotto la guida di Joseph Giehrl, allievo a sua volta di Franz Liszt e amico di Richard Strauss.
La Hausmusik, l'esecuzione di musica da camera in varie formazioni (fino al quintetto con pianoforte) faceva parte delle tradizioni della famiglia e costituì pertanto l'humus ideale per lo sviluppo della musicalità del ragazzo. Carl iniziò a cinque anni lo studio del pianoforte, perfezionandosi più tardi sotto la guida del compositore e pianista Hermann Zilcher; in seguito prese anche lezioni di organo e di violoncello (s'ignorano i nomi degli insegnanti). Affascinato dal mondo del teatro in tutte le sue forme, Carl scoprì presto la tradizione del "Kasperltheater" (le celebri pièces del conte Pocci, detto "Kasperlgraf", 1807-76) e frequentando assiduamente i teatri monacensi e i concerti nella sala dell'"Odeon" acquistò precocemente familiarità con il grande repertorio operistico e con la tradizione sinfonica austro-tedesca, entusiasmandosi per le "Opere Romantiche" e i Musikdramen di Wagner e di Strauss (in particolare per l'Elektra, da lui ascoltata nel giugno 1914 al Nationaltheater di Monaco sotto la direzione dell'autore, con una spiccata predilezione per i capolavori sinfonici di Wolfgang Amadeus Mozart, Ludwig van Beethoven, Franz Schubert e Anton Bruckner).

### Giovinezza e formazione musicale
Dal 1912 al 1914 studiò presso la Akademie der Tonkunst di Monaco, nella classe di composizione di Anton Beer-Walbrunn (1864-1929). Deluso dallo spirito conservatore dell'Accademia, ancora fortemente influenzato dalla tradizione di Rheinberger, e insoddisfatto dell'insegnamento di Beer-Walbrunn, Orff scoprì per proprio conto il mondo sonoro di Claude Debussy ("Nocturnes", "Pelléas et Mélisande"), che influenzò profondamente la sua prima opera, rappresentata per la prima volta il 5 febbraio 1910 alla Staatstheater di Darmstadt, Gisei. Das Opfer (1913), dalla tragedia giapponese tradizionale Terakoya o La scuola del villaggio; influenzò anche il poema sinfonico (chiamato da lui Orchesterspiel) "Tanzende Faune" (ispirato da un quadro di Franz von Stuck o da uno di Pablo Picasso, composto nel 1914 ma eseguito per la prima volta solo nel 1995 nella sala della Philharmonie monacense) e i "Treibhauslieder", su testi di Maeterlinck (1914; partitura distrutta dall'autore).
Nei Treibhauslieder l'inebriamento debussyano-maeterlinckiano raggiunse l'apice: Orff riconobbe nel 1917 che si trattava di "vie sbagliate" (Irrwege), nonostante i tratti fortemente sperimentali che segnano, nei Treibhauslieder, una parziale sorprendente coincidenza con certi tratti della poetica dei Futuristi, che Orff all'epoca non poteva conoscere. L'interesse per la cultura nipponica era mediato in quegli anni in Germania soprattutto dalle traduzioni di Karl Florenz: la ricezione della letteratura giapponese classica fu filtrata dalla poetica simbolista di Maeterlink: questo spiega le ragioni per le quali Orff si rivolse, nel suo primo approccio al teatro musicale, a un soggetto come Terakoya. Si trattava comunque di una strada che non portò il giovane compositore a individuare la propria personale cifra artistica e che fu perciò presto abbandonata: lo stesso dicasi per le opere atonali di Arnold Schönberg, alle quali Orff rivolse in quegli anni la più grande attenzione, senza tuttavia trovarvi una strada che fosse per lui percorribile.
Un'altra esperienza determinante, che lo aiutò a uscire dalla crisi in cui si dibatteva in quegli anni, fu il confronto con gli ideali estetici degli artisti che collaborarono, nel 1912, al celebre Almanacco "Der blaue Reiter" (Il cavaliere azzurro), in particolare Vasilij Kandinskij e Franz Marc. Il concetto di "elementare", divenuto poi il principio-cardine, a livello teorico, dello Schulwerk, fu messo a fuoco, infatti, anche da Kandinskij, che cercò di definire in Punto, linea e superficie (1926) una "grammatica delle forme elementari". Nel 1917 Orff lavorò per circa un anno come assistente presso i Münchner Kammerspiele, collaborando con il noto regista Otto Falckenberg (1873-1947), del quale divenne amico. Orff abbozzò una prima versione delle musiche di scena per il Sogno di una notte di mezza estate di William Shakespeare nella traduzione di Wilhelm August von Schlegel che diventò poi la sua composizione "Ein Sommernachtstraum". Stimoli importanti provennero, in seguito, dalla conoscenza del teatro di Bertolt Brecht, anch'egli attivo negli anni venti presso i Kammerspiele monacensi: agli inizi degli anni trenta Orff metterà in musica diverse liriche di Brecht, riunendole in due Chorsätze (Werkbuch II); nel 1954 Brecht si rivolgerà a Orff, chiedendogli di scrivere delle musiche per "Der kaukasische Kreidekreis", ma il compositore non si mostrerà interessato alla proposta.

### Dopo la guerra
Orff prestò servizio durante la prima guerra mondiale: ferito in trincea sul fronte orientale, terminò il servizio militare, nel 1918, come assistente Kapellmeister presso l'Opera di Mannheim, a fianco di Wilhelm Furtwängler, e quella di Darmstadt. Tornato a Monaco nel 1919, dopo un breve studio non particolarmente fruttuoso presso Heinrich Kaminski (1920-21), si volse allo studio degli "alte Meister", degli "antichi maestri" dei secoli XVI e XVII (Orlando di Lasso, William Byrd, Haßler, Dietrich Buxtehude eccetera): determinante per la sua maturazione fu soprattutto lo studio delle opere di Claudio Monteverdi, del quale allestì, a partire dal 1923, importanti rielaborazioni (Orpheus, dalla "Favola di Orfeo", Klage der Ariadne, dal "Lamento di Arianna", e Tanz der Spröden, da "Il Ballo delle Ingrate", Ottavo Libro di Madrigali, 1608) I testi, liberissime traduzioni degli originali, furono approntati da Dorothee Günther, e per la Klage der Ariadne, dallo stesso Orff. Fu in particolare l'etnomusicologo, organologo e storico della danza Curt Sachs, direttore all'epoca della Staatliche Musikinstrumente-Sammlung di Berlino, conosciuto da Orff nel 1925 in occasione di un concerto nel quale furono presentati al pubblico i suoi "Werfel-Lieder", a stimolarlo ad approfondire la conoscenza della musica del compositore cremonese: Orff divenne così uno dei più importanti pionieri della Monteverdi-Renaissance del XX secolo (lavorò fra l'altro anche a una rielaborazione dell'"Incoronazione di Poppea", ma nessun impresario teatrale si mostrò interessato a un allestimento che appariva all'epoca poco più che un'operazione di archeologia musicale).
La musica di Monteverdi significò per Orff, non di meno, il punto di partenza per la definizione di una personale drammaturgia musicale, del tutto svincolata dalle tradizioni operistiche ottocentesche e dal Musikdrama wagneriano e straussiano. Nonostante un primo tentativo, fallito, di utilizzare gli strumenti d'epoca (Orpheus, Mannheim, Nationaltheater, 17 aprile 1925), il suo interesse non era di natura filologica, ma mirava a una libera rielaborazione (Neubearbeitung, non a caso, è la definizione scelta da Orff) dell'oggetto storico con il quale di volta in volta si confrontava. Ciò vale per la sua attività di rielaboratore/trascrittore in toto, per il Kleines Konzert da brani liutistici del secolo XVI (1928) e per la Entrata per orchestra da William Byrd, eseguita per la prima volta nel 1930 a Könisberg sotto la direzione di Hermann Scherchen, uno degli apostoli della Neue Musik.

### La sperimentazione pedagogica: verso la maturità

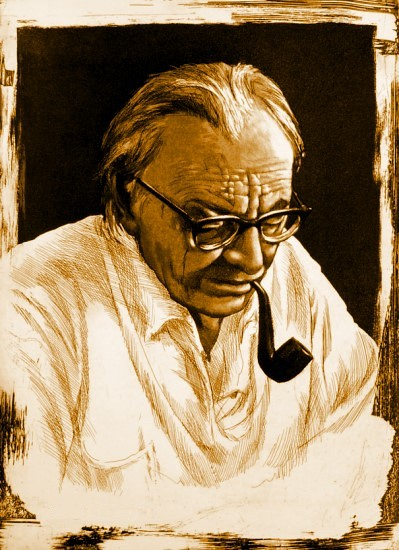
Disegno che ritrae Carl Orff in tarda età

Accanto allo studio degli "antichi maestri", il campo della sperimentazione pedagogica è l'altro grande ambito in cui Orff si mosse a partire dalla metà degli anni venti, dopo la composizione dei primi lavori recanti il marchio della sua personalità, i "Werfel-Lieder" (1920-21). Nel settembre 1924, Orff fondò a Monaco, insieme con Dorothee Günther e lo storico della musica e critico d'arte Oskar Lang, la Güntherschule, un istituto specializzato nell'educazione alla "ginnastica, ritmica, musica e danza": da questa fucina di sperimentazione, influenzata agli inizi dalla "Neue Tanzbewegung" tedesca (soprattutto dalla figura carismatica di Mary Wigman, che Orff aveva potuto ammirare di persona nel suo impressionante "Hexentanz", Danza della strega), nacque quella che Orff e le sue collaboratrici Gunild Keetman e Maja Lex (coreografa, direttrice dal 1930 della Tanzgruppe della Güntherschule, nonché teorica della "danza elementare"), definiranno poi "elementare Musik". L'attività della scuola proseguì, sia pure frammezzo a mille difficoltà, soprattutto dopo l'inizio della guerra, fino al 1944.

### Il terzo Reich
La posizione di Orff durante il nazionalsocialismo è stata al centro di un dibattito acceso e di indagini storiche assai accurate, delle quali si è fatto carico soprattutto l'Orff-Zentrum di Monaco di Baviera, inaugurato il 12 luglio 1990 (direttore dal 1990 al 2002 Hans-Jörg Jans, dal 2002 Thomas Rösch). La ricostruzione di Prieberg, a un esame accurato delle fonti, si è mostrata alquanto lacunosa e per certi versi poco attendibile: Orff non fu mai iscritto al partito nazista e non ne condivise l'ideologia. La sua sopravvivenza di artista negli anni bui del Terzo Reich è disseminata tuttavia di compromessi che hanno spesso dato adito a false interpretazioni, se non addirittura a una manipolazione intenzionale delle fonti storiche. Queste ultime sono state recentemente indagate a fondo, fra gli altri, dallo storico Oliver Rathkolb (Università di Vienna).
Il successo riscosso dai Carmina Burana a Francoforte nel giugno 1937 fu in realtà fortemente contrastato per via della stroncatura dell'autorevole recensore del "Völkischer Beobachter", Herbert Gerigk, capofila della musicologia antisemita e seguace delle teorie razziste di Alfred Rosenberg. Gerigk parlò, nella sua ampia recensione, di "Jazzstimmung" ("Linguaggio Jazz") e deplorò vivamente l'uso della lingua latina e un "malinteso ritorno agli elementi originari del fare musica", diffidando i compositori tedeschi dal seguire una corrente che a suo modo di vedere non costituiva più un problema di natura estetica ma di "Weltanschauung". L'effetto deterrente della recensione di Gerigk fece sì che i Carmina Burana non fossero più eseguiti fino al 1940. In difficoltà simili incappò anche la Güntherschule, per via dell'adozione di strumenti esotici o ideologicamente sospetti come i flauti dolci, caduti in discredito presso i nazisti per via del loro impiego da parte della Jugendmusikbewegung e considerati "strumenti bolscevichi". La Günther si iscrisse nondimeno al partito, per evitare la chiusura della scuola.
La disponibilità di Orff a scrivere, nel 1938 per l'Opera di Francoforte, una nuova (terza) versione delle musiche di scena per il Sogno di una notte di mezza estate di Shakespeare ("Ein Sommernachtstraum"), può essere giudicata, almeno in parte, un atto di opportunismo. Sorretto dalla convinzione che l'autonomia estetica dell'arte in uno stato totalitario potesse prescindere, come ha sottolineato nel 1995 lo storico Hans Maier, da ogni atto di strumentalizzazione politica, Orff accettò l'incarico proveniente direttamente dalla città di Francoforte. Egli non riconobbe in seguito la versione compromissoria del 1938/39, assai più tradizionale e fiacca di quelle abbozzate in precedenza: essa non era in sintonia con la sua ricerca, nello spirito di Falckenberg, di una musica per il Sogno che muovesse dalla "parola" (Orff si avvalse sempre, in tutte le versioni del Sogno, della classica traduzione di Wilhelm August von Schlegel).
Nelle versioni successive (quarta, 1940; quinta, 1952; sesta, 1963) Orff riuscì a realizzare il suo intento artistico, prendendo decisamente le distanze dalla concezione operistico-ballettistica che le musiche di scena di Felix Mendelssohn avevano finito con l'imporre. Anche Otto Falckenberg le aveva sempre considerate "contrarie" alla natura della commedia di Shakespeare, della quale il regista dei Münchner Kammerspiele e Orff intendevano portare alla luce la componente "demonica", "panica". Nemmeno la tanto discussa partecipazione della Güntherschule alle Olimpiadi berlinesi del 1936, per le quali Gunild Keetman (non Orff, come si continua a ripetere) scrisse diversi brani strumentali, può essere considerata, a rigori, un atto di assenso verso il regime: accanto a Hitler sedevano allora, nell'Olympiastadion di Berlino, capi di Stato di nazioni che si sarebbero poi schierate, durante la guerra, sul fronte avverso alla Germania.
Orff era inoltre amico di Kurt Huber, filosofo, psicologo ed etnomusicologo, professore all'Università di Monaco, e membro fondatore del movimento di resistenza "Die Weiße Rose" (la Rosa Bianca). Huber fu condannato a morte dal Volksgerichtshof e decapitato a Monaco nel luglio del 1943. Con Huber, Orff si dedicò, negli anni trenta, allo studio del folclore musicale della Baviera, pubblicando due raccolte di danze popolari nelle quali ha un particolare risalto lo "Zwiefacher", danza basata sulla libera alternanza di ritmo binario e di ritmo ternario. Che dopo la seconda guerra mondiale Orff abbia dichiarato agli alleati di essere stato membro, insieme a Huber, della "Weisse Rose", è una leggenda priva di qualsiasi fondamento, diffusa da un ufficiale americano di nome Jenkins: essa è stata definitivamente smentita, di recente, dalle approfondite ricerche d'archivio dello storico Oliver Rathkolb (Università di Vienna).
Rathkolb ha risposto così alle dure accuse mosse a Orff dallo storico canadese Michael Kater nel suo saggio "Carl Orff im Dritten Reich". Va inoltre ricordato che Orff nel 1933, subito dopo l'ascesa al potere di Hitler, rassegnò le dimissioni dalla direzione del Münchner Bachverein, la prestigiosa associazione corale della quale era stato a capo negli anni 1932-33 e per la quale aveva allestito, fra l'altro, una versione scenica della "Historia der Auferstehung Jesu Christi" di Heinrich Schütz. La sua trascrizione della commedia gesuitica "Philothea, anima Deo cara" (1932-33), risalente al 1642 e importante per la concezione "emblematica" della scena, cui Orff s'ispirò in seguito nel trittico dei "Trionfi", non fu mai allestita e la partitura non ci è pervenuta. A rendere la posizione di Orff sospetta agli occhi dei nazionalsocialisti erano inoltre i suoi legami pregressi con Leo Kestenberg, il numen loci della vita musicale berlinese negli anni venti: Orff e Kestenberg avevano infatti progettato, agli inizi degli anni trenta, di introdurre lo Schulwerk nelle scuole di Berlino; non meno problematica appariva ai nazionalsocialisti la sua messa in musica di testi di Brecht nei due cicli di Chorsätze nati poco prima della presa di potere di Hitler.

### I lavori della maturità
Altre importanti prime esecuzioni, dopo quella dei Carmina Burana, furono quelle delle opere fiabesche "Der Mond" (Monaco, Nationaltheater, 1939, direttore Klemens Krauss), "Die Kluge" (Francoforte, Städtische Bühnen, 1943), i Ludi scaenici "Catulli Carmina" (Lipsia, Städtische Bühnen, 1943), la "tragedia bavarese" "Die Bernauerin" (Stoccarda, Württembergische Staatstheater, 1947) e il terzo lavoro del trittico dei "Trionfi", "Trionfo di Afrodite", su testi di Catullo, Saffo ed Euripide (Milano, Teatro alla Scala, 1953, direttore Herbert von Karajan), dove i primi due lavori del trittico sono i Carmina Burana e i Catulli Carmina.
Una svolta radicale nella sua concezione drammaturgica segnò la realizzazione musicale dell'Antigonae nella traduzione di Friedrich Hölderlin, alla quale Orff lavorò dal 1941 al 1948 (prima esecuzione: Festival di Salisburgo, 1949, direttore Ferenc Fricsay). L'ardua impresa di riconquistare alla coscienza dell'uomo moderno l'antica tragedia attica, sulla scorta delle impervie traduzioni "esperiche" di Hölderlin, proseguì con "Oedipus der Tyrann", rappresentato per la prima volta nel 1959 a Stoccarda (con Astrid Varnay e Fritz Wunderlich direttore Ferdinand Leitner). La terza, ultima tragedia della trilogia orffiana, per la quale il compositore decise di ricorrere all'originale greco di Eschilo, fu Prometheus (prima: Stoccarda, 1968, direttore Ferdinand Leitner). Il teatro escatologico della "De Temporum Fine Comoedia" (Festival di Salisburgo, 1973, direttore Herbert von Karajan), segna l'approdo estremo del teatro del compositore. Dal 1950 al 1960 Orff ebbe una cattedra di composizione presso la Hochschule für Musik di Monaco. Dal 1972 al 1981 lavorò, in collaborazione con Hannelore Gassner e Werner Thomas, a un'opera documentaria in otto volumi, "Carl Orff und sein Werk. Dokumentation" (Schneider, Tutzing, 1973-1983).

### La morte

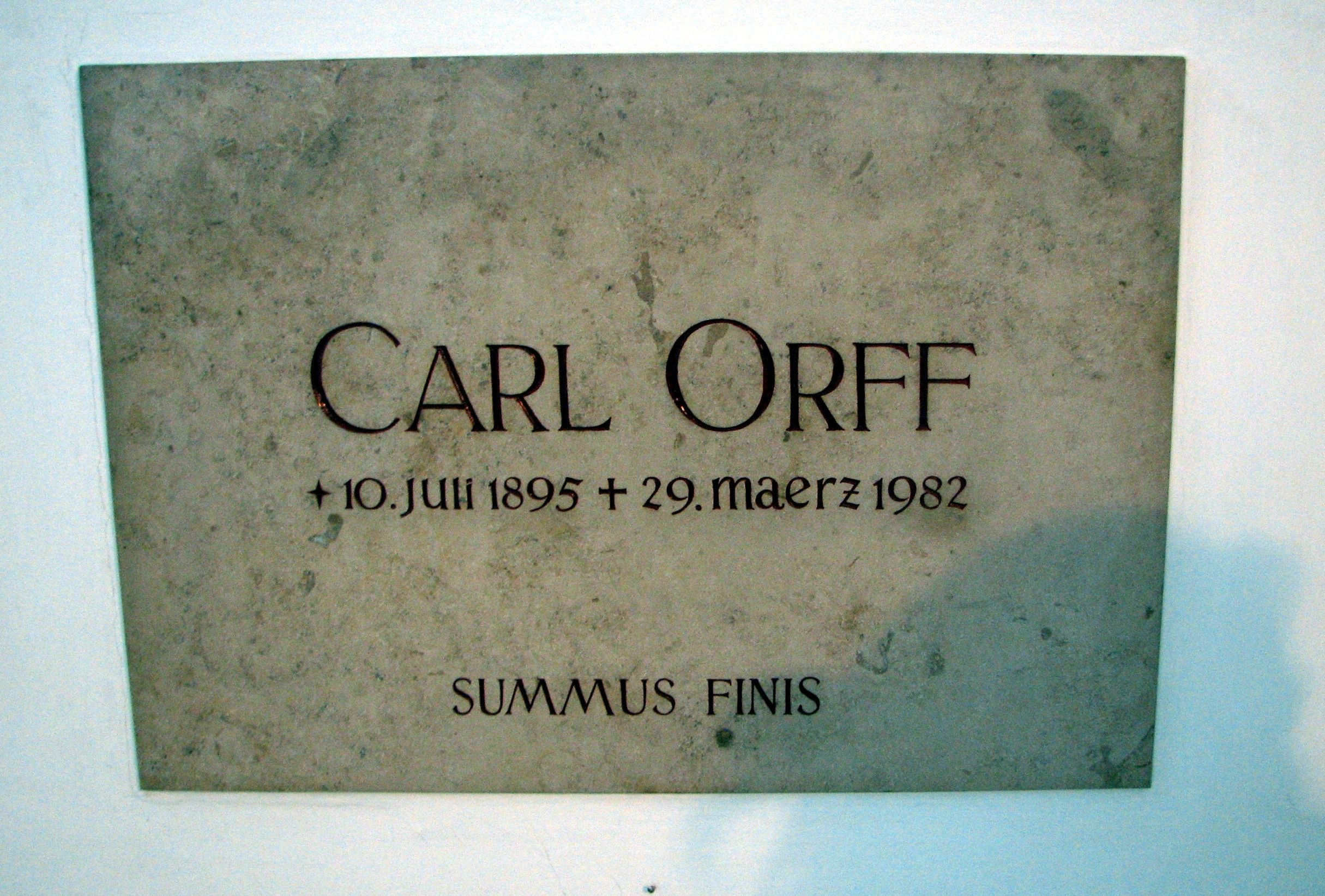
Lapide tombale di Carl Orff nell'abbazia di Andechs

Orff morì nel 1982, all'età di 86 anni, e fu sepolto nella chiesa barocca del monastero benedettino di Andechs, sulle rive del lago Ammersee, una trentina di km a sud di Monaco. La sua lapide, oltre al nome e alle date di nascita e di morte, riporta l'iscrizione in latino: "Summus Finis" (Il fine supremo), le ultime parole, insieme a "ta pànta Nous" ("Tutto è Spirito") della terza parte (Dies illa) della "De temporum fine comoedia".

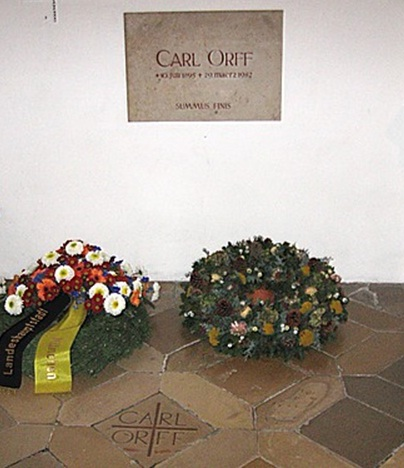
Tomba a terra di Carl Orff e targa commemorativa

Fra i suoi allievi più importanti ricordiamo i compositori Wilhelm Killmayer e Winfried Hiller.

## Analisi delle opere musicali

### Prime composizioni
Le prime composizioni significative del giovane Orff sono dei Lieder per voce e pianoforte su testi di Friedrich Hölderlin, Heinrich Heine, Uhland, Lenau, Beer-Hofmann (Schlaflied für Mirjam, 1911), Friedrich Nietzsche, Stieler e altri autori. La sua prima opera stampata è il ciclo di Lieder Eliland: Ein Sang vom Chiemsee (1911), su versi di Stieler. All'inizio degli anni ottanta, Orff riunì in una silloge denominata Frühe Lieder quattordici pagine di questa sua prima fase creativa: essi documentano l'allontanamento progressivo dalla tradizione tardo-romantica tedesca e da Richard Strauss in particolare, nonché il fascino su di lui esercitato in quegli anni dalla musica di Claude Debussy, che gli ispirò tre composizioni importanti, l'opera "Gisei. Das Opfer" (1913), il poema sinfonico "Tanzende Faune" (1914) e i "Treibhauslieder" (Canti della serra) da Maeterlinck (1914). Nei Lieder su versi di Franz Werfel e nella Cantata per due cori maschili, organo e orchestra "Des Turmes Auferstehung" (La risurrezione della torre, 1921, su una lirica escatologica di Werfel il cui tema anticipa chiaramente la "De temporum fine comoedia"), si delineano già alcuni tratti essenziali del suo stile personale: il diatonismo, le stratificazioni tettoniche di diverse linee arieggianti l'arcaica polifonia dei primordi (organum della Scuola di Notre-Dame, riscoperto in seguito grazie alla sua amicizia con il musicologo Rudolf von Ficker, docente presso l'Università di Monaco), l'utilizzo di bordoni e di ostinati, la centralità sempre più marcata della parola. Quest'ultima costituisce la matrice di una gestualità sonora che sarebbe presto sfociata in una dimensione teatrale che si lascia alle spalle il soggettivismo della tradizione tardo-romantica.
L'evoluzione di Orff negli anni venti procede lungo due linee principali: l'esperienza pedagogico-didattica presso la Güntherschule monacense, vera e propria fucina di sperimentazione e "cava", come la definì lo stesso Orff, dalla quale attinse materiale diverse delle sue creazioni almeno fino alla fine degli anni trenta, e la sua esplorazione della musica del Rinascimento e del Barocco.
Il suo rapporto con l'antichità classica e con le lingue classiche è lontano dalla sensibilità del Neoclassicismo, alla quale spesso lo si è voluto ricondurre. La sua discesa alle madri - come la definì nel 1925 Curt Sachs - è permeata da un'ispirazione umanistica e da un entusiasmo per il medium della parola inteso come fondamento dell'avvenimento teatrale. In questa prospettiva si relativizza la problematica del rinnovamento del linguaggio musicale inteso come mezzo assoluto di espressione. La maggior parte degli equivoci nella storia della ricezione delle opere di Orff ha le sue radici proprio in questo errore di prospettiva.

### Ritorno all'antico
Le rielaborazioni di opere monteverdiane, "Orpheus", "Klage der Ariadne" e "Tanz der Spröden" ("Il Ballo delle ingrate"), riunite da Orff nel 1956 nel trittico teatrale dei "Lamenti", e la "Entrata" per orchestra da William Byrd (1928) possono considerarsi i risultati più cospicui della sua libera attività di trascrittore di musiche del passato: quest'attività guidò inoltre la sua ricerca di un personale orizzonte teatrale. Non meno determinante fu in questo senso l'allestimento di Oratori barocchi: oltre alla summenzionata Auferstehungshistoria di Schütz, Orff realizzò nel 1932, per la Vereinigung für zeitgenössische Musik, una versione scenica della Lukas-Passion, tramandataci in un manoscritto autografo di Johann Sebastian Bach, al quale fu per lungo tempo attribuita: Orff fece ricorso a proiezioni di litografie sudtirolesi del XV secolo allo scopo di allargare l'orizzonte imaginifico e sonoro. In questo procedimento Werner Thomas ha scorto un'anticipazione delle "imagines magicae" dei successivi Carmina Burana.
I recensori dell'epoca battezzarono l'allestimento scenico di Orff "Dreigroschenpassion", con esplicito riferimento alla "Dreigroschenoper" brechtiana. Tutte le esperienze raccolte fino a questo momento confluirono nei tre brevi cicli corali su testi di Franz Werfel (Veni creator spiritus, Der gute Mensch, Fremde sind wir), nei quali Orff riutilizzò, modificandoli, sette Werfel-Lieder dei primi anni venti; per il secondo ciclo utilizzò invece liriche di Bertolt Brecht, sperimentando nuove combinazioni timbriche dei pianoforti con le percussioni e perfezionando la sua scrittura diatonica stratificata, basata su bordoni e ostinati.

### La lingua latina
La sua scoperta (a livello creativo) della produzione poetica di Catullo e della lingua latina, avvenuta all'inizio degli anni trenta, segnò una svolta importante nella sua produzione, vale a dire l'inizio di un confronto sempre più intenso con l'antichità classica. Orff proseguì senza interruzione questo dialogo con la classicità fino al termine della sua vita, giungendo fino alle radici stesse della cultura europea. Il primo frutto di questo incontro è la nuova, sinuosa flessibilità melodica riscontrabile nei due cicli a cappella Catulli Carmina I e II (1930-1931). Orff aveva così spianato la strada per il suo futuro teatro musicale, ponendo le fondamenta, in questi lavori e nelle coeve Werfel-Kantaten, di quei Carmina Burana che egli considererà poi il punto di partenza del suo stile scenico-musicale maturo.
Le ventitré liriche dei clerici vagantes, scelte da Orff insieme con l'archivista e latinista Michel Hofmann, evocano dei tableaux scenici di valenza simbolica, la cui staticità, come ha illustrato Werner Thomas. deriva da una concezione teatrale tardo-rinascimentale e barocca (in particolare dal theatrum emblematicum) che trova il suo correlato tecnico-compositivo proprio nel carattere statico delle strutture musicali, basate su bordoni e ostinati e sulle ripetizioni melodiche caratteristiche della forma strofica. L'armonia si allontana dalla tonalità tradizionale per mezzo di contrasti fra superfici sonore di natura pre-armonica, della sospensione della forza gravitazionale della tonalità e di procedimenti arcaicizzanti dal colorito modale. Per mezzo della sua pregnanza ritmica e della sua stringatezza melodica la musica libera il potenziale immaginifico dei testi che commentano la serie di "imagines magicae" che si squadernano sulla scena sotto l'egida della dea vetero-italica Fortuna. Le ricerche compiute da Orff e da Kurt Huber nel campo della musica popolare bavarese confluiscono nella ritmica mobilissima dei ritmi coreutici, soprattutto dello Zwiefacher, ampiamente impiegato anche nella successiva opera fiabesca Der Mond.
Nel 1953 Orff riunì i Carmina Burana, i Catulli Carmina: Ludi scaenici (composti fra il 1941 e il 1943) e il Trionfo di Afrodite: Concerto scenico (1949-1951) nel Trittico dei Trionfi. Nei "Catulli Carmina" Orff ha conferito forma scenica a undici liriche catulliane, sei delle quali furono riprese dai precedenti brani corali a cappella dei primi anni trenta. La nuova dimensione teatrale si realizza in una scena che grazie alla presenza di una cornice drammaturgica (Rahmenspiel), basata su un testo latino approntato dal compositore stesso e affidata ai commenti di nove senes supra scaenam e di un gruppo di juvenes et juvenculae ante scaenam, concepiti come spettatori interni, acquista quei tratti "emblematici" che erano già propri dei Carmina Burana. Il lavoro è una parabola dell'onnipotenza di Eros: sulla scaena si muovono i danzatori, mentre il coro a cappella e i solisti sono collocati nella fossa orchestrale. I Catulli Carmina veri e propri (le liriche di Catullo) vengono eseguiti a cappella come in una commedia madrigalesca (determinante fu per la genesi dell'opera lo studio delle Commedie madrigalesche di Orazio Vecchi e di Adriano Banchieri): l'effetto è quello di un teatro nel teatro.

### Rahmenspiel
L'organico strumentale impiegato da Orff nel "Rahmenspiel" (percussioni e quattro pianoforti) anticipa l'esplorazione della variegatissima timbrica delle percussioni che Orff compirà nei tre drammi greci e la rinuncia all'apparato orchestrale tradizionale. Nel Trionfo di Afrodite: Concerto scenico, il terzo pannello del polittico dei Trionfi, lo stile melodico di Antigonae è chiaramente avvertibile nelle parti melismatiche, di carattere estatico, della coppia degli sposi. Orff ricorre qui per la prima volta al greco antico: l'evocazione, sulla scorta di testi di Catullo (Epitalami LXI e LXII) e di Saffo, di una cerimonia nuziale arcaica, culmina nell'apparizione di Afrodite (versi 1268-81) dallIppolito di Euripide. Orff realizza questa epifania del numinoso - culmine dell'intero trittico - per mezzo di una cromatizzazione dello spazio sonoro che si allontana fino all'estremo dallo sfondo diatonico (lo stesso procedimento tornerà nelle colonne accordali della scena dell'indovino Tiresia in Oedipus der Tyrann.

### "Der Mond"
Con "Der Mond" e "Die Kluge" Orff diede un contributo assai personale al genere dell'opera fiabesca. In "Der Mond. Ein kleines Welttheater" (1936-1938; La luna. Un piccolo theatrum mundi) il riferimento alla pluridimensionalità del teatro barocco è esplicitato già nel titolo: l'azione si svolge su tre livelli diversi: la terra, il mondo sotterraneo (Unterwelt) e il cielo. Dal livello superiore discende, alla fine dell'opera, Petrus, per fissare nuovamente la luna, rubata dai quattro Burschen (giovani), alla sua predestinata sede celeste, sopperendo così al deficit luministico di cui si parla all'inizio della fiaba (la luna era visibile soltanto a una parte della "scena" del mondo). Il soggetto della fiaba, nel quale Werner Thomas scorge acutamente un antichissimo sostrato mitico che Orff si sforzò di riattivare, ha la sua origine nello stupore ancestrale dell'uomo di fronte al fenomeno delle fasi lunari, alle quali corrispondono, nella realizzazione di Orff, i quattro momenti fondamentali dell'azione. Orff si avvale della versione dei fratelli Grimm, riconducendola però alle sue radici mitiche, pre-cristiane, com'è evidente soprattutto nel finale dell'opera. Petrus, infatti, non è più il S. Pietro della fiaba grimmiana, bensì il saggio e bonario "guardiano della notte" e dell'ordine delle cose, munito di corno (sullo sfondo si staglia inequivocabilmente la figura nordica del dio Odino).
Il testo originale dei Grimm è affidato a un narratore, sicché la scena acquista tratti fortemente epico-evocativi; palese è pure il rimando all'Evangelista degli oratori barocchi, da Orff intensamente frequentati al tempo della sua collaborazione con il Bachverein monacense. Strutturata come un Singspiel (alternanza di numeri parlati e cantati), Der Mond parodia spesso il repertorio operistico dell'Ottocento e si avvale di formulazioni melodiche e di ritmi profondamente segnati, come già si è detto, dal folclore della Baviera, da Orff studiato anni prima insieme a Kurt Huber: paradigmatico a questo riguardo è il "Baccanale dei morti" nella Unterwelt, infarcito anche di auto-citazioni ("Carmina Burana", Floret silva nobilis). Orff definì l'orchestra di Der Mond - probabilmente per via della magia timbrica della scena finale, con i suoi echi dal Freischütz, la citazione di un Walzer di Brahms e l'impiego della cetra evocante il mondo sonoro di Johann Strauss junior, il suo "congedo dal Romanticismo". La trasparenza timbrica della partitura e la tipizzazione fiabesca delle figure è tuttavia nondimeno espressione di una nuova sensibilità, prettamente novecentesca.

### "Die Kluge"
Nella sua seconda opera fiabesca, "Die Kluge. Die Geschichte von dem König und der klugen Frau" (La saggia. La storia del re e della donna saggia, 1941-1942), Orff ricorse a una fiaba diffusa in moltissime culture dell'Occidente, dell'Oriente e dell'Africa, rifacendosi in modo particolare alla versione tramandata da Leo Frobenius (Atlantis, 1921-28). Il tema della fiaba è la saggezza di una contadina che mediante la risoluzione di tre indovinelli diventa la sposa del re, aiutandolo in seguito a raggiungere una migliore comprensione di sé e del mondo. Alla pluridimensionalità del theatrum mundi di Der Mond si contrappone qui la centralità dell'uomo, rappresentato sempre come tipo fiabesco. L'azione scenica si svolge su due livelli: quello "alto" della donna saggia e del re e quello "basso" dei tre "Strolche" ("lazzaroni, vagabondi"), la cui contro-azione svolge un ruolo complementare e tradisce apertamente l'influsso esercitato su Orff dalla drammaturgia shakespeariana. Il trattamento dell'orchestra, con la spiccata predilezione di timbri squillanti, talora quasi aggressivi, segna un netto distacco dall'ideale sonoro della Romantik. Per quanto concerne i procedimenti tecnico-compositivi, qui come in altre opere di Orff è la tecnica della ripetizione, progressivamente abbreviata, di concise formule melodiche di grande pregnanza ritmica, a costituire l'elemento portante (vedasi il "lamento" del contadino incarcerato, padre della protagonista, con cui si apre l'opera).

### "Antigonae"
A partire dagli anni venti il confronto di Orff con l'antichità classica s'intensificò. La trilogia tragica aperta da "Antigonae" costituisce, sia nelle intenzioni che nel risultato, il frutto più maturo di questo confronto e al contempo il contributo più importante di Orff al teatro musicale del XX secolo e un evento di grande rilievo nella storia della ricezione moderna della tragedia attica. "Antigonae: Ein Trauerspiel des Sophokles von Friedrich Hölderlin" (1941-49) segnò la seconda grande svolta nella produzione di Orff. Antigonae è la realizzazione di un progetto concepito nel lontano 1914, quando il giovane compositore ascoltò a Monaco "Elektra" di Strauss sotto la direzione dell'autore.

Secondo quanto egli stesso afferma nel VII volume della Dokumentation, Elektra significava per lui la fine di un'epoca della storia della musica e di una particolare maniera di raffrontarsi con l'antichità classica: nella traduzione di Hölderlin scorse il fondamento per un teatro cultuale che permetteva di ricuperare al teatro musicale del XX secolo, al di là di tutte le tradizioni operistiche, la possibilità di un confronto con la tragedia attica. Come ha osservato Stefan Kunze, 
A ciò corrisponde la definizione di uno stile di canto che prende le mosse dal recitativo salmodiante e l'impiego di sonorità strumentali dure e taglienti, affidate a sei pianoforti, a un'ingente batteria di strumenti a percussione, strumenti a fiato utilizzati "a coro" e a nove contrabbassi. La "sacralità" del testo sofocleo è mediata dalla traduzione "esperica" di Hölderlin (importantissima fu, a partire dagli anni trenta, la riscoperta e la personale lettura filosofica dei testi del poeta tedesco da parte di Martin Heidegger).

Come ha scritto Thrasybulos Georgiades, musicologo greco naturalizzato tedesco che fu allievo, negli anni trenta, di Orff, nella "trasposizione" hölderliniana la rigidità sfingea della parola greca antica si trasforma in una "corrente ignea". Questa trasformazione trovò il suo correlato a livello di realizzazione musicale in una ferrea stilizzazione di ogni parametro del discorso, che oscilla fra i poli estremi del recitativo recto tono e del cromatismo estatico della parte dell'indovino Tiresia, passando per i tratti melismatici della parte dei Creonte. Al termine di un processo di sviluppo iniziatosi molto tempo addietro, lo stile di Orff è ora contrassegnato, come ha osservato Wilhelm Keller, da una scrittura armonica che si può definire "personantica", in quanto definita, come scrive Keller, 
 In Antigonae, così come nei due drammi greci che seguirono, la parola acquista una posizione di assoluta centralità: il ritmo e il melos nascono dal corpo stesso della parola, mentre l'orchestra sorregge la declamazione dei cantanti rispecchiando, nell'allineamento paratattico di monumentali blocchi sonori l'impianto architettonico della tragedia.

### "Oedipus der Tyrann"
Nella tragedia successiva, "Oedipus der Tyrann" (1951-58), anch'essa basata sulla storica "trasposizione" di Hölderlin, la parola parlata divenne, in conformità alla natura dialettica di un dramma nel quale, secondo Hölderlin, "alles Rede gegen Rede ist" ("tutto è una contrapposizione verbale"), il cardine della costruzione drammaturgico-musicale. Il compositore ricorre, nella declamazione del testo, a una gamma sottilmente differenziata di sfumature, raggiungendo, in combinazione con la ricchissima palette coloristica delle percussioni, combinazioni timbriche sempre nuove. Alla centralità della figura di Edipo corrisponde nella partitura il carattere fortemente unitario dell'impianto tonale.

### "Prometheus"
Nel "Prometheus" (1963-67) la scena della tragedia diviene, come osservò già Wilhelm August Schlegel, "il palcoscenico del mondo" ("Schauplatz der Welt"). Se già nel dittico Comoedia de Christi resurrectione e nel Ludus de nato Infante mirificus (l'Osterspiel e il Weihnachtsspiel che insieme alla Bernauerin e agli Astutuli costituiscono il Bairisches Welttheater di Orff) il greco era collocato al vertice di una gerarchia linguistica di valenza simbolica, la decisione di ricorrere al testo originale fu assai travagliata. Orff applicò ai versi quantitativi greci il medesimo "ductus linguistico musicale-gestuale" messo a punto già nelle due precedenti tragedie, vale a dire una declamazione ritmica libera. Al Welttheater di Orff è estraneo ogni atteggiamento storicistico. La forza comunicativa delle immagini, la prevalenza dell'elemento visibile, proprie del Prometeo incatenato, dovrebbero compensare, nelle intenzioni del compositore, la perdita della dimensione semantica. Grazie all'utilizzo di una batteria percussiva che richiede da 15 a 18 esecutori e che comprende numerosissimi strumenti esotici, tutte le culture del mondo sono simbolicamente presente sulla scena del Prometheus; il ricorso al cluster e a suoni registrati su nastro magnetico permette a Orff di evocare il significato arcaico-cultuale di questo "Urmythos". Orff accenna, per mezzo di una rarefatta semantica strumentale (deboli segnali del flauto dopo che la roccia e il titano, colpiti dal fulmine di Zeus, sono scomparsi) alla futura riconciliazione fra il titano sofferente e il nuovo signore del cosmo, attenendosi a una lettura unitaria della trilogia eschilea, propugnata fra gli altri dal suo amico Ernst Buschor, archeologo e grecista. Anche nei quattro lavori del Bairisches Welttheater l'avvenimento teatrale ha la sua scaturigine dalla parola.

### "Die Bernauerin"

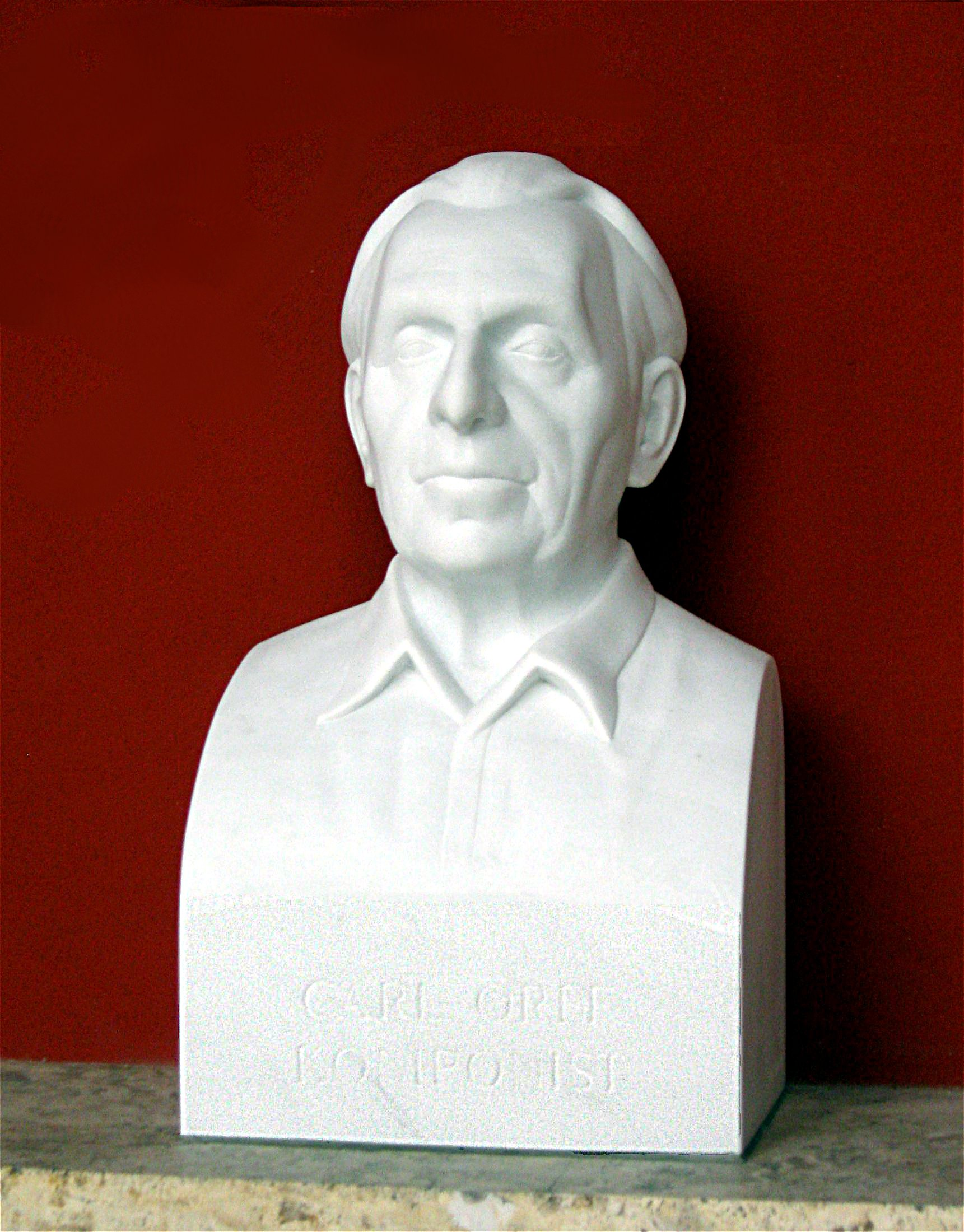
Busto di Carl Orff nella città di Monaco

"Die Bernauerin" (1944-46) è compenetrata dallo spirito della tragedia. L'azione ruota intorno a una giovane donna di Augusta, figlia di un inserviente dei bagni pubblici ("Badestochter"), che nel 1453 fu sposata, in segreto, dal duca Albrecht III di Baviera e che morì vittima della congiura ordita contro di lei, per ragioni puramente dinastiche, dal padre di Albrecht, il duca Ernst. Orff prese le distanze dall'omonimo dramma di Friedrich Hebbel e puntò a valorizzare, sulla scorta del Bayerisches Wörterbuch di Schmeller (1827-37) e del "Liederbuch der Clara Hätzlerin" (XV secolo), gli strati più arcaici dell'antica lingua bavarese. Le scene parlate sono incorniciate da parti strumentali più o meno estese; soltanto nel Finale, là dove la catarsi operata dall'intervento di forze superiori invisibili sospinge l'opera nella sfera della tragedia e del "Mysterienspiel" - tutto ciò che accade sulla terra si rivela guidato da forze superiori, delle quali le streghe rappresentano la dimensione demoniaca - l'orchestra accompagna la declamazione senza soluzione di continuità.

### Astutuli
Negli "Astutuli, eine bairische Komödie" (1946-48), il pendant satiresco della Bernauerin, Orff scende giù sino alle origini del teatro europeo, alle semplici tavole di legno sulle quali si esibiva lo joculator romano. L'azione è sorretta esclusivamente da strumenti a percussione, il bavarese è ricchissimo d'immagini e vivacissimo nella sua forte componente mimico-gestuale; l'unico numero musicale nell'accezione tradizionale del termine è il Dreher finale, la danza conclusiva degli inguaribili creduloni, gabbati ancora una volta dal Gagler e derubati dei loro averi: mundus vult decipi.

### De temporum fine comoedia
L'idea della "De Temporum Fine Comoedia", un lavoro che può considerarsi, in ogni senso, la summa del teatro del compositore, venne a Orff durante la composizione del Prometheus; la partitura (prima versione, la seconda seguì nel 1981) fu terminata fra il 1970 e il 1971. Si tratta di un Mysterienspiel visionario articolato in tre parti, su testi dalle Profezie sibilline, dagli Inni orfici e dai Carmina Burana, con parti collagistiche in greco e latino dello stesso Orff. Nella Comoedia si assiste all'estrema radicalizzazione sia dei mezzi compositivi che della concezione drammaturgica di Orff, per il quale la "musica" non è mai "musica assoluta", bensì funzione della scena. In essa Orff si rifà all'idea origeniana della "apokatàstasis pànton", del ritorno di tutte le cose, alla fine dei tempi, in Dio: il Male, simboleggiato da Lucifero, l'angelo ribelle, torna in seno al padre ("Pater peccavi", ripetuto tre volte), sicché alla fine è il principio anassagoreo del "Nous" ("Νούς"), dello Spirito, a siglare la visione scenica dopo il riassorbimento del male e la liberazione del mondo da esso che ne consegue. La terza parte è concepita come una visione donata ai nove anacoreti dal dio Oneiros; il pentimento di Lucifero è annunciato simbolicamente dalla fanfara delle trombe sulla quinta vuota (antichissimo simbolo di perfezione), al quale fa seguito una progressiva smaterializzazione di tutti i parametri del discorso musicale. Un canone a quattro voci per viole, sorta di trasfigurato mandala sonoro che giunto a metà torna simbolicamente sui suoi passi, sigla la Comoedia in quanto cifra sonora del "Nous" anassagoreo, dello Spirito nel quale tutte le cose saranno riassorbite.

## Opere pedagogiche

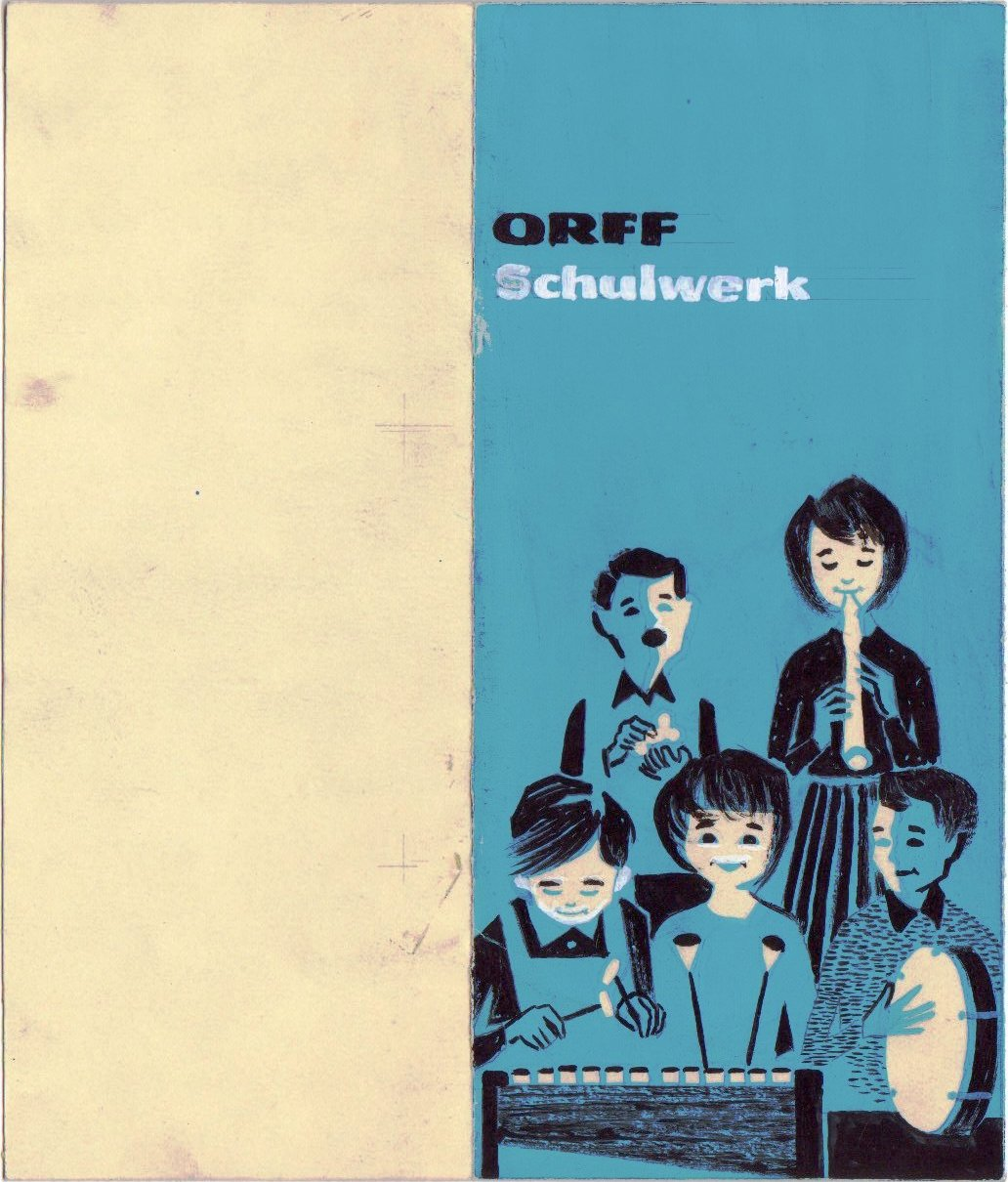
Copertina tedesca di un manuale per lo Schulwerk

Il nome di Orff è associato, in tutto il mondo, alla sua attività pedagogica, alla quale applicò assieme ai suoi collaboratori, già nei primi anni trenta, rifacendosi all'esperienza del Bauhaus, la denominazione generale dell'Orff Schulwerk.
L'unione di musica, parola e movimento - l'idea-cardine dello Schulwerk -, realizzantesi sempre nella dimensione aperta dell'improvvisazione, trova la sua realizzazione in una serie di "Modelli" (non di "esercizi" da riprodurre come se fossero dei testi dal carattere vincolante) disposti per difficoltà crescente, muovendo dall'ambito pentatonico e utilizzando quello strumentario a percussione che da allora in poi è noto in tutto il mondo come strumentario Orff.
Una particolare importanza nell'applicazione di tale approccio pedagogico (lo Schulwerk non è né vuole essere un "metodo") assume quel gruppo di strumenti laminati fatti costruire appositamente da Orff negli anni trenta da Karl Maendler e nel dopoguerra da Klaus Becker (come gli xilofoni e i metallofoni), insieme a innumerevoli altri strumenti a percussione (tamburello, güiro, triangolo, legnetti sonori, sonagli, Glockenspiel eccetera).
I primi quaderni dell'Orff Schulwerk, realizzati in collaborazione con Gunild Keetman e Hans Bergese, furono pubblicati, in via ancora sperimentale, da Schott fra il 1931 e il 1934; i cinque volumi della Musik fur Kinder usciranno invece fra il 1950 e il 1954 e serviranno da modello per le versioni della Musik für Kinder nelle diverse lingue occidentali e orientali (ventidue edizioni sino a oggi).

### Trattati musicali
- Orff-Schulwerk, Musik für Kinder (con Gunild Keetmann) (1930–1935, riadattato nel 1950–1954)